# Julia Cruger
Pour les articles homonymes, voir Cruger (homonymie).
Julia Grinnell Storrow Cruger (19 juillet 1848 - 12 juillet 1920) est une populaire romancière américaine qui écrit sous le pseudonyme Julien Gordon. Son premier ouvrage s'intitule A Diplomat's Diary (1890); parmi ses autres titres on compte Vampires (1891) et Mrs. Clyde (1901).
Petite-nièce de Washington Irving, elle est la fille de Thomas Wentworth Storrow de Boston né à Paris. Elle épouse un vétéran de la guerre de Sécession, le col. Stephen Van Rensselaer Cruger, qui meurt en 1898. Elle épouse le courtier Wade Chance en 1908, qui est d'au moins dix ans son cadet ce qui cause un certain émoi dans la bonne société américaine. Ils divorcent en 1916,,,.

## Source de la traduction
- (en) Cet article est partiellement ou en totalité issu de l’article de Wikipédia en anglais intitulé « Julia Cruger » (voir la liste des auteurs).